# 28 Dywizjon Artylerii Przeciwlotniczej
28 Dywizjon Artylerii Przeciwlotniczej (28 daplot) – pododdział artylerii przeciwlotniczej ludowego Wojska Polskiego.
Dywizjon został sformowany w 1951 roku w Nowym Sączu, w składzie 6 Pomorskiej Dywizji Piechoty. Jednostka była formowana według etatu Nr 2/133 o stanie 224 żołnierzy i 4 pracowników cywilnych, lecz w grudniu 1952 roku została przeformowana na etat Nr 2/160 o stanie 131 żołnierzy i trzech pracowników wojska. Jesienią 1955 roku dyon został dyslokowany do garnizonu Kraków, a latem 1957 roku rozformowany.
Według etatu Nr 2/160 dywizjon składał się z dowództwa, kwatermistrzostwa, plutonu dowodzenia oraz dwóch baterii, z których jedna była skadrowana. Zgodnie z etatem jednostka miała być uzbrojona w dwanaście 37 mm armat przeciwlotniczych wz. 1939.